# Domenico Laforenza
Domenico Laforenza (Acquaviva delle Fonti, 26 settembre 1952) è un informatico italiano, associato emerito del Consiglio Nazionale delle Ricerche dal 1 settembre 2019.
È stato direttore dell’Istituto di Informatica e Telematica del Consiglio Nazionale delle Ricerche (CNR) di Pisa dal 1º luglio 2008 al 31 agosto 2019. Nello stesso periodo è stato anche responsabile del Registro.it dei nomi a dominio Internet per l’Italia, l’anagrafe dei domini a targa .it.
Dirigente Tecnologo del CNR, dal 1981 sino al 30 giugno 2008 è stato responsabile del Laboratorio di Calcolo a elevate prestazioni all'interno dell'Istituto di Scienza e Tecnologie dell'Informazione “Alessandro Faedo” del CNR, costituito nel 2002 dalla fusione tra CNUCE-CNR e IEI-CNR.
Dal gennaio 2013 al 30 giugno 2019 è stato Presidente dell'Area della ricerca CNR di Pisa.
Dal 1 gennaio 2014 al 31 dicembre 2017 è stato Presidente di ERCIM AISBL (European Research Consortium for Informatics and Mathematics). ERCIM è il consorzio europeo di ricerca in informatica e matematica a cui aderiscono i maggiori centri di ricerca pubblica europei in ICT.

## Biografia
Inizia a lavorare al Centro Nazionale Universitario di Calcolo Elettronico (CNUCE) nel 1972 dove ricopre funzioni di operatore, programmatore e performance evaluator sino al 1981. Nel 1977 si laurea in Scienze dell'informazione all'Università di Pisa.
Dal 1981 è stato ricercatore nel settore della scienza e delle tecnologie dell'informazione e i suoi principali campi di interesse sono: calcolo ad elevate prestazioni, applicazioni informatiche di elevata complessità e programmazione di sistemi paralleli.
Dal 1981 si dedica alla ricerca, specializzandosi sui sistemi di elaborazione a elevate prestazioni e strumenti software per il progetto e sviluppo di applicazioni parallele.
Dal 1998 si occupa di Metacomputing e Grid computing, cioè di ambienti computazionali integrati e collaborativi mediante i quali è possibile accedere a risorse, di calcolo e dati, virtualmente illimitate.
Dal 2004, partecipa, in qualità di responsabile scientifico per parte CNR, a numerosi progetti europei del settore (FP6: CoreGrid, NextGrid, GridCoord, XtreemOS, GridComp, Challengers – FP7: S-CUBE).
In passato è stato nominato coordinatore di diverse iniziative nazionali riguardanti il Grid Computing dal Ministero dell'Istruzione, dell'Università e della Ricerca (MIUR).
Ha svolto attività di consulenza per varie agenzie di ricerca di diversi stati membri dell'Unione europea (Austria, Francia, Regno Unito, Irlanda e Olanda).
È stato supervisore in scuole di dottorato di ricerca in Italia (Università di Pisa) e all'estero (Università Complutense di Madrid, Università di Dortmund, Università di Montpellier, Università di Rennes/INRIA, Università di Parigi VI).
Dal 1999, il Dr. Laforenza svolge regolarmente funzione di revisore di progetti per conto della Unione Europea, nell'ambito di vari Programmi Quadro (FP5, FP6 e FP7) nel settore Information Society Technologies.
Dal 2002 è iscritto all'albo degli esperti del Ministero per l'Istruzione, l'Università e la Ricerca (MIUR) e del Ministero per le attività produttive (MIPA) e svolge attività di valutazione di progetti (FAR, FIT, FESR, ecc.). In passato, ha svolto attività di valutazione per progetti di ricerca e sviluppo precompetitivo nell'ambito della Legge 598 Ricerca, per le Regioni Campania e Liguria. Inoltre, è stato anche revisore per conto del Comitato di Indirizzo per la Valutazione della Ricerca (CIVR).
È autore di numerose pubblicazioni scientifiche e ha organizzato eventi di rilievo nazionale e internazionale nel campo dell'Information and Communication Technology (ICT).
Nel 2009, in qualità di direttore dell'Istituto di informatica e telematica, ha aperto i lavori della seconda edizione dell'Internet Governace Forum Italia nella sede del CNR a Pisa.

### Incarichi e onorificenze
- Dal 1981 al 2008: responsabile del Laboratorio per il calcolo a elevate prestazioni (High Performance Computing Laboratory) presso l'ISTI (Istituto di scienza e tecnologie dell'informazione) del CNR.
- Dal 1989 al 1994: responsabile del “Support Group Parallel Computing” del CNR, finalizzato a diffondere l'utilizzo delle metodologie e tecniche del calcolo parallelo (parallel computing).
- Dal 1993 al 1998: membro dello ERCIM “Parallel Processing” Working Group (ERCIM PPN) nell'ambito dello European Research Consortium for Informatics and Mathematics (ERCIM).
- Dal 1994 al 1996: chairman di ERCIM PPN Steering Committee.
- Dal 1996 al 2006: professore di “Applicazioni Parallele e Distribuite” presso il Dipartimento di Informatica dell'Università di Pisa.
- Revisore per il Comitato di Indirizzo per la Valutazione della Ricerca in Italia (CIVR).
- Dal 2002 al 2003: membro del Grid Forum Steering Committee (GFSC), organo di gestione della più importante organizzazione di standardizzazione del settore delle tecnologie Grid, e ha ricoperto la carica di co-Director dell'area “Grid Performance and Information Services”.
- Dal 2005 al 2008: direttore scientifico della sezione ISTI-CRMPA in collaborazione con l'Istituto di Scienza e Tecnologie dell'Informazione e il Centro di Ricerca in Matematica Pura ed Applicata, creata con l'obiettivo di portare avanti progetti di ricerca nell'ambito delle Tecnologie Grid per l'e-Science e l'e-Business.
- Dal 2003 al 2007: membro del “Next Generation Grid Expert Group”, team selezionato dalla Commissione Europea per definire le priorità dei futuri programmi di ricerca nel settore delle tecnologie Grid.
- Dal 2003 al 2007: membro di un gruppo di esperti indipendenti, denominato “Next Generation Grid Expert Group”, selezionato dal Directorate General Information Technology, Research Networking, European Commission, incaricato di fornire una visione al riguardo delle priorità di ricerca future nel settore delle tecnologie Grid.
- Dal 2004 al 2008: chairman della Members General Assembly (MGA) di “CoreGrid: the European Research Network on Foundations, Software Infrastructures and Applications for large scale distributed, GRID and Peer-to Peer". (EU-IST-FP6-004265).
- Dal 2005 al 2008: membro del Comité d'évaluation, nell'ambito dell'Action de Recherche Amont (ARA) - Masses de Données: Modélisation, Simulation et Applications (MDMSA), per conto della Agenzia Nazionale della Ricerca francese e del Dipartimento di Scienza e Tecnologie dell'Informazione e della Comunicazione (STIC) del CNRS.
- Dal 2006 al 2009: membro del Consiglio Scientifico del Dipartimento ICT del CNR.
- Nel 2007 nella Commissione di esperti per la selezione di candidati italiani per l'EURYI (European Young Investigator) Awards.
- Dal 2006 al 2010: chairman del Governing Board del progetto europeo “XtreemOS” (EU IST-FP6-033576).
- Dal 2008: membro del Consiglio Scientifico dell'Institute de Grilles del CNRS.
- Dal 1º luglio 2008: direttore dell'Istituto di informatica e telematica (IIT) del Cnr di Pisa e del Registro.it
- Dal 2009: rappresentante italiano nel "Future Internet Forum of the Member States" su indicazione del Ministero dell'Istruzione, dell'Università e della Ricerca Scientifica (MIUR), nell'ambito dell'iniziativa "The Future of the Internet" del Settimo Programma Quadro dell'Unione Europea.
- Dal 2009: membro del Board of Directors di EURid, il Registro che, per conto dell'Unione Europea, gestisce i nomi a dominio di Internet per l'Europa.
- Dal 2010: membro del Board of Directors di ERCIM (the European Research Consortium for Informatics and Mathematics, su indicazione del Presidente del CNR.
- Da giugno 2011: membro del Consiglio Direttivo Centrale dell'Associazione italiana per l'Informatica e il Calcolo Automatico (AICA).
- Dal 2011: Vicepresidente di ERCIM e responsabile dello Strategic Task Group.
- Da gennaio 2012: membro del Node Steering Committee dello EIT ICT Labs Italy.
- Da aprile a dicembre 2012: coordinatore del Comitato Ordinatore del Dipartimento “Ingegneria, ICT e Tecnologie per l'Energia e i Trasporti” del CNR.
- Da maggio 2012: coordinatore del Gruppo di lavoro CNR sul processo di dematerializzazione dell'Amministrazione.
- Da settembre 2012: membro del Comitato strategico del Centro di Eccellenza “Smart Services Cooperation Lab”.
- Da gennaio 2013 al giugno 2019: Presidente dell'Area della Ricerca CNR di Pisa.
- Dal gennaio 2014 al dicembre 2017 è stato Presidente di ERCIM AISBL (European Research Consortium for Informatics and Mathematics). ERCIM è il consorzio europeo di ricerca in informatica e matematica a cui aderiscono i maggiori centri di ricerca pubblica europei in ICT.
- 16 aprile 2016: insignito della Cittadinanza Onoraria di Acquaviva delle Fonti (BA).
- 2 giugno 2018: insignito dell'onorificenza di Ufficiale dell'Ordine "Al merito della Repubblica Italiana".
- 2 luglio 2019: conferita l'associatura come "Ricercatore/Tecnologo Emerito" presso il Consiglio Nazionale delle Ricerche.

## Pubblicazioni
- Il sistema SAS: un potente strumento software di uso generale, Bianchi Bandinelli R., Bracci E., Laforenza D., Franco Angeli Libri, Milano 1989, pp. 1–400 (Book) Codice ISBN 88-204-3271-4
- Supercomputing Tools for Science and Engineering, a cura di: Laforenza D., Perego R., Proceedings of the International Workshop on Supercomputing Tools for Science and Engineering, Pisa, 3-7 dicembre 1989, Franco Angeli Libri, Milano 1990, pp. 1–807 Codice ISBN 88-204-9036-6
- Laforenza D., Parallel Computer architectures: State of the Art and Trends, Theoretica Chimica Acta, Springer-Verlag, 1991 79: pp. 155–157 (Journal)  Archiviato il 29 aprile 2016 in Internet Archive.
- Calcolo Parallelo: Metodi, Simulazioni Numeriche, Elaborazioni di Immagini, Moltedo L., Salvetti O., Laforenza D., Franco Angeli Libri, Milano 1995, pp. 1–223 (Book) Codice ISBN 88-204-9036-6
- Calcolatori massicciamente paralleli, D. Laforenza, Enciclopedia delle Scienze Fisiche, Istituto della Enciclopedia Italiana “G. Treccani”, pp. 405–407 1996, (Capitolo)
- (EN) R. Baraglia*, G. Faieta, M. Formica e D. Laforenza, Experiences with a wide area network metacomputing management tool using IBM˜SP-2 parallel systems (abstract), vol. 9,  John Wiley & Sons, Ltd, marzo 1997,  pp. 223-239, DOI:10.1002/(SICI)1096-9128(199703)9:3<223::AID-CPE260>3.0.CO;2-G. URL consultato il 6 novembre 2022 (archiviato dall'url originale il 5 gennaio 2013).
- (EN) R. Baraglia, R. Ferrini e D. Laforenza, WAMM in the framework of graphical user interfaces for metacomputing management, Future Generation Computer Systems (FGCS), Special Issue on Metacomputing (abstract), in Elsevier Science, 15, Issue 5-6, (1999), Elsevier Science,  pp. 687-698, DOI:10.1016/S0167-739X(99)00019-9. URL consultato il 6 novembre 2022 (archiviato dall'url originale l'11 aprile 2013).
- Quantum Reactive Scattering Calculations, Baraglia R., Ferrini R., Laforenza D., Lagana' A., High Performance Cluster Computing Vol. 2: Programming and Applications, Edited by Rajkumar Buyya, ISBN 0-13-013785-5, pp. 580–602, Prentice Hall PTR, NJ, USA, 1999. (Chapter)
- (EN) D. Laforenza, Grid Programming: Some Indications Where We Are Headed (abstract), Volume 28, Issue 12, Elsevier, December 2002,  pp. 1733-1752, DOI:10.1016/S0167-8191(02)00186-2. URL consultato il 6 novembre 2022 (archiviato dall'url originale l'11 aprile 2013).
- (EN) Mark Baker, Rajkumar Buyya e Domenico Laforenza, Grids and Grid technologies for wide-area distributed computing (abstract), vol. 32, n. 15, Wiley, 27 settembre 2002, DOI:10.1002/spe.488. URL consultato il 6 novembre 2022 (archiviato dall'url originale il 5 gennaio 2013).
- Recent Advances in Parallel Virtual Machine and Message Passing Interface, 10th European PVM/MPI User's Group Meeting Venice, Italy, September/October 2003, Dongarra J., Laforenza D., Orlando S. (Eds.), LNCS 2840, ISBN 978-3-540-20149-6, pp. 693, Springer 2003 (Book)
- Euro-Par 2004, Parallel Processing, 10th International Euro-Par Conference, Pisa, Italy, August/September 2004, Danelutto M., Laforenza D., Vanneschi M. (Eds.), LNCS 3149, ISBN 3-540-22924-8, pp. 1081, Springer 2004 (Book)
- (EN) Diego Puppin, Nicola Tonellotto e Domenico Laforenza, Using Web Services to Run Distributed Numerical Applications (abstract), vol. 3241, Springer, 2004,  pp. 207-214, DOI:10.1007/978-3-540-30218-6_32. URL consultato il 6 novembre 2022 (archiviato dall'url originale l'11 aprile 2013).
- Toward a search architecture for software components, Laforenza D., Orlando S., Puppin D., Silvestri F., Concurrency and Computation: Practice and Experience, Published Online: 13 Dec 2005, Copyright. 2005 John Wiley & Sons, Ltd. (Proceedings)
- FUTURE GENERATION GRIDS, Proceedings of the Workshop on Future Generation Grids, 1-5 November 2004, Dagstuhl, Germany, Edited by VLADIMIR GETOV (University of Westminster, London, UK), DOMENICO LAFORENZA (Information Science and Technologies Institute, CNR, Pisa, Italy), and ALEXANDER REINEFELD (Zuse Institute Berlin, Germany), ISBN 978-0-387-27935-0, Springer 2006 (Book)
- (EN) Diego Puppin, Fabrizio Silvestri, Salvatore Orlando e Domenico Laforenza, Toward GRIDLE: A Way to Build Grid Applications Searching Through an Ecosystem of Components (abstract), Springer London, 2006,  pp. 176-204, DOI:10.1007/1-84628-339-6_8. URL consultato il 6 novembre 2022 (archiviato dall'url originale l'11 aprile 2013).
- An Open Architecture for QoS Information in Business Grid, Tserpes K., Kyriazis D., Menychtas A., Varvarigou T., Laforenza D. and Silvestri F, in “ Towards Next Generation Grids”, Proc. of CoreGRID Symposium 2007, August 27-28, Rennes, France, CoreGRID Series, 2007 Springer, pp. 37–49 (Proceedings)  Archiviato l'8 novembre 2014 in Internet Archive.
- A two-level scheduler to dynamically schedule a stream of batch jobs in large-scale grids, Pasquali M., Baraglia R., Capannini G., Laforenza D., and Ricci L., HPDC 2008: 231-232 45 (Proceedings)
- XtreemOS: Towards a Grid-Enabled Linux-Based Operating System, D. Laforenza, BNCOD 2009: 4-6 (Proceedings) [collegamento interrotto]
- DDT: A Distributed Data Structure for the Support of P2P Range Query, Coppola M., Carfì D., Laforenza D., and Ricci L., IEEE CollaborateCom 2009, 5th International Conference on Collaborative Computing, Networking and Applications, Washington, November 11th-14th 2009 (Proceedings)
- The Internet phenomenon, Laforenza D., Martinelli M., Gualerzi D., JCOM - Journal of Science Communication, 2011 (Proceedings)
- A multi-level scheduler for batch jobs on grids, Pasquali M., Baraglia R., Capannini G., Ricci L., Laforenza D., The Journal of Supercomputing, Volume 57, Number 1, 2011 (Proceedings)
- Cloud Computing in Sanità: un nuovo paradigma di sviluppo, a cura di: Laforenza D., Po M., Edizioni Il Sole 24 ore SpA 2012, Codice ISBN 978-88-324-8230-0